# 伊江朝郁
伊江 朝郁（いえ ちょういく、1759年〈宝暦9年/乾隆24年〉 - 1807年〈文化4年/嘉慶12年〉）は、琉球王国第二尚王氏王統の人。唐名は向国藩。伊江御殿八世である伊江按司朝藩の長男で、伊江御殿九世。
1790年（寛政2年/乾隆55年）、家統をついで伊江島総地頭職に任ぜられる。1798年（寛政10年/嘉慶3年）、国学奉行職に就任し、1801年（寛政13年/享和元年/嘉慶6年）には南風之平等総横目職に任ぜられる。

## 系譜
- 父：伊江按司朝藩（向姓伊江御殿八世）
- 母：真呉染（向成章・宜野湾親方朝昌の娘）
- 室：真牛金（向鴻緒・東風平按司朝宜の娘）
- 継室：思戸金（向允猷・名護按司朝長の娘）
- 長男：伊江按司朝英
- 継室：真牛金（楊文謨・森山親雲上昌載の娘)
- 次男：伊江按司朝平
- 三男：朝祥
- 長女：思戸金（向道・豊見城按司朝祥に嫁ぐ）
- 四男：朝顕
- 次女：真鍋樽
- 五男：朝矩
- 三女：真牛金（向文徳・喜屋武按司朝郁に嫁ぐ）
- 六男：朝寛（童名：松金、唐名：向世泰）